# 1. slovenská národní hokejová liga 1973/1974
1. slovenská národní hokejová liga 1973/1974 byla 5. ročníkem jedné ze skupin československé druhé nejvyšší hokejové soutěže.

## Systém soutěže
Všech 12 týmů se utkalo čtyřkolově každý s každým (celkem 44 kol). Tým na prvním místě se utkal s vítězem 1. ČNHL v sérii na čtyři vítězné zápasy. Vítěz této série postoupil do nejvyšší soutěže.
Poslední tým po základní části sestoupil do divize. V případě sestupu slovenského týmu z nejvyšší československé soutěže by sestupoval i předposlední tým.

## Základní část
| Poř. | Tým                            | Zápasy | Výhry | Remízy | Prohry | Skóre   | Body |
| ---- | ------------------------------ | ------ | ----- | ------ | ------ | ------- | ---- |
| 1.   | ŠK Liptovský Mikuláš           | 44     | 32    | 6      | 6      | 235:124 | 70   |
| 2.   | LB Zvolen                      | 44     | 30    | 3      | 11     | 255:132 | 63   |
| 3.   | SMZ Spartak Dubnica nad Váhom  | 44     | 29    | 5      | 10     | 221:142 | 63   |
| 4.   | HK Dukla Trenčín               | 44     | 27    | 4      | 13     | 205:153 | 58   |
| 5.   | ZVL Žilina                     | 44     | 27    | 2      | 15     | 217:169 | 56   |
| 6.   | LVS Poprad                     | 44     | 17    | 6      | 21     | 164:190 | 40   |
| 7.   | Iskra Smrečina Banská Bystrica | 44     | 15    | 9      | 20     | 172:177 | 39   |
| 8.   | Spartak BEZ Bratislava         | 44     | 15    | 5      | 24     | 145:166 | 35   |
| 9.   | Slovan ChZJD Bratislava B      | 44     | 13    | 4      | 27     | 153:240 | 30   |
| 10.  | Strojárne Martin               | 44     | 12    | 6      | 26     | 134:203 | 30   |
| 11.  | ŽS Spišská Nová Ves            | 44     | 14    | 2      | 28     | 141:184 | 30   |
| 12.  | AC Nitra                       | 44     | 6     | 2      | 36     | 103:265 | 14   |

- Tým ŠK Liptovský Mikuláš postoupil do kvalifikace o nejvyšší soutěž, kde se utkal s vítězem 1. ČNHL TJ Gottwaldov, se kterým však prohrál 1:3 na zápasy (2:9, 2:8, 5:4PP, 2:8).
- Tým AC Nitra sestoupil do divize. Nováčky od dalšího ročníku se staly nejlepší týmy hokejových divizí ZPA Prešov a ZVL Skalica.
- Mužstvo Slovan ChZJD Bratislava B ukončilo činnost a zaniklo.

## Kádr ŠK Liptovský Mikuláš
- Brankaři: Sasko, Ondrejka
- Hráči v poli: Pongrác, Kalousek, Plch, Pažický, Koniar, Laco, Hričák, Školiak, Sliviak, Korček, Michálek, Šeliga, Lazišťan, Naď, Tkáč, Majerík, Bobula, M. Kriška, I. Cibák
- Trenéři: K. Autrata